# Aphyosemion punctulatum
Aphyosemion punctulatum är en fiskart som först beskrevs av Legros, Zentz och Agnèse 2005.  Aphyosemion punctulatum ingår i släktet Aphyosemion och familjen Nothobranchiidae. Inga underarter finns listade i Catalogue of Life.